# Yohanan ben Zakai
El rabino Yohanan ben Zakai (en hebreo: יוֹחָנָן בֶּן זַכַּאי‎, romanizado: Yōḥānān ben Zakkaʾy) conocido también con el acrónimo: ריב״ז (Ribaz,  Rabbi Yohanan ben Zakkai), fue un tanna, un importante sabio judío hacia el final del Período del Segundo Templo. Vivió en Eretz Israel en el siglo I d. C., y murió en el año 73, después de haber sido testigo de la conquista de Jerusalén y de la destrucción del Templo de Jerusalén por parte del ejército romano de Tito, hijo del Emperador Vespasiano. Fue uno de los principales contribuidores al texto fundamental del judaísmo rabínico, la mishná. 
Se cree que Yohanan ben Zakai vivió entre el año 1 y el año 80. El Rabino Yohanan ben Zakai, fue un discípulo de Hillel el Anciano. Yohanan estudió en Jerusalén, y después en Galilea. Su nombre es a menudo precedido por el honorífico Rabban. El Rabino Yohanan, fue uno de los grandes tanaïm (repetidores) de la Mishná, la ley oral judía, y tuvo numerosas controversias con los saduceos. En su calidad de nasí o príncipe, inició importantes reformas que dieron lugar a la fundación del judaísmo rabínico y fue el promotor de la academia talmúdica de Yavne, que permitió la perpetuación del judaísmo rabínico, después de la destrucción del segundo Templo de Jerusalén por parte de los romanos. Es ampliamente considerado como una de las figuras judías más importantes de su época, y su escape de la destrucción de Jerusalén (lo que le permitió seguir enseñando) pudo haber sido instrumental en la supervivencia del judaísmo rabínico tras la destrucción del Templo. Su tumba se encuentra en Tiberíades, dentro del mismo complejo en el que se encuentra la Tumba de Maimónides.  
Yohanan ben Zakai fue el primer sabio judío al que se le dio el título de rabino en la misnáh.

## Biografía
La tradición dice que Yohanan ben Zakai era un descendiente del linaje del Rey David (David Hamelej). Sin embargo, no compartió la esperanza mesiánica de su familia y del pueblo judío. En lugar de soñar con la llegada del Mesías, se concentró en los problemas más prácticos e importantes del judaísmo, relacionados con la supervivencia de la religión judía después de la destrucción del Templo de Jerusalén, por parte del ejército romano. Yohanan estaba convencido de que el estudio de la Torá, y la observancia de los mandamientos (mitzvot), permitiría que el pueblo judío continuara existiendo en el exilio, en cualquier lugar del mundo donde se encontrase, y que los judíos guardarían la memoria del Templo en sus corazones, y nunca lo olvidarían. También estaba convencido de que Dios tendría piedad de su pueblo, y le permitiría volver a su tierra, y reconstruir de nuevo el Templo de Jerusalén. Yohanan ben Zakai era consciente de la imposibilidad de resistirse a los romanos, aun así destacó que era posible para el pueblo judío, sobrevivir al exilio, lejos de su centro espiritual, el templo de Jerusalén, y la Tierra de Israel. Esta posibilidad estaba basada en el hecho de que el pueblo judío, tenía todavía la Torá, y que ningún conquistador se la podía quitar.

## Academia de Yavne
Vespasiano, un general romano, que pronto sería el nuevo emperador, concedió al rabino Yohanan tres deseos, el rabino no pidió la salvación de la ciudad de Jerusalén, ni de su templo, pues ya se había dado cuenta de que los romanos estaban decididos a destruir tanto la ciudad como el templo, y no podía ya salvarlos. Yohanan le pidió a Vespasiano permitir a la ciudad de Yavne que fuera el nuevo hogar del Sanedrín, la corte suprema del pueblo judío, y el lugar de reunión de los sabios y eruditos de la Torá. Después Yohanan fundó la academia rabínica de Yavne. Es probable que la academia de Yavne se refiera solamente a los rabinos, y no al conjunto del pueblo judío (Am Israel).